# Oligolepis
Oligolepis là một chi của họ cá Oxudercidae

## Các loài
Chi này hiện hành có các loài sau đây được ghi nhận:
- Oligolepis acutipennis (Valenciennes, 1837) (sharptail goby)
- Oligolepis cylindriceps (Hora, 1923)
- Oligolepis dasi (Talwar, Chatterjee & Dev Roy, 1982)
- Oligolepis jaarmani (M. C. W. Weber, 1913)
- Oligolepis keiensis (J. L. B. Smith, 1938): Nó được tìm thấy ở Mozambique and Nam Phi.
- Oligolepis stomias (H. M. Smith, 1941)